# Antoine Mendy (football)
Pour les articles homonymes, voir Antoine Mendy.
Antoine Mendy, né le 27 mai 2004 à Marseille en France, est un footballeur international sénégalais qui joue au poste d'arrière droit à l'OGC Nice.

## Biographie

### En club
Né à Marseille en France, Antoine Mendy est formé par l'OGC Nice où il arrive à l'âge de dix ans après y avoir effectué un stage de trois jours. Entre 13 et 15 ans, il intègre le pôle espoirs d'Aix-en-Provence mais continue à passer toutes ses vacances en stage à l'OGCN. Alors qu'il commence sa carrière au poste d'attaquant, il est repositionné latéral droit par son coach Didier Digard. Il signe son premier contrat professionnel avec les Aiglons le 29 septembre 2022,.
Lancé en professionnel par Lucien Favre, Antoine Mendy joue son premier match le 16 octobre 2022, à l'occasion d'une rencontre de Ligue 1 face à l'AJ Auxerre. Il entre en jeu à la place de Jordan Lotomba et les deux équipes se neutralisent ce jour-là un but partout. Le 27 octobre suivant il fait ses débuts en coupe d'Europe lors d'un match de Ligue Europa Conférence face au FK Partizan Belgrade pour une victoire deux buts à un.
Après ses deux premières saisons au club, il prolonge son contrat pour quatre saisons.

### En sélection
Antoine Mendy est appelé pour la première fois avec l'équipe du Sénégal en mars 2025 pour prendre part aux éliminatoires à la Coupe du monde 2026. Il joue son premier match en étant titulaire lors d'un match nul et vierge contre le Soudan puis entre en jeu contre le Togo et séduit par sa solidité défensive.

## Statistiques
| Saison                | Club                  | Championnat           | Championnat | Championnat | Championnat | Coupe(s) nationale(s) | Coupe(s) nationale(s) | Coupe(s) nationale(s) | Compétition(s) continentale(s) | Compétition(s) continentale(s) | Compétition(s) continentale(s) | Compétition(s) continentale(s) | Total | Total | Total |
| Saison                | Club                  | Division              | M.          | B.          | P.d.        | M.                    | B.                    | P.d.                  | Comp.                          | M.                             | B.                             | P.d.                           | M.    | B.    | P.d.  |
| 2022-2023             | OGC Nice              | Ligue 1               | 11          | 0           | 1           | 1                     | 0                     | 0                     | C4                             | 3                              | 0                              | 0                              | 15    | 0     | 1     |
| 2023-2024             | OGC Nice              | Ligue 1               | 10          | 0           | 0           | 3                     | 0                     | 0                     | -                              | -                              | -                              | -                              | 13    | 0     | 0     |
| 2024-2025             | OGC Nice              | Ligue 1               | 18          | 0           | 0           | 2                     | 0                     | 0                     | C3                             | 3                              | 0                              | 0                              | 23    | 0     | 0     |
| 2025-2026             | OGC Nice              | Ligue 1               | 1           | 0           | 0           | -                     | -                     | -                     | C1                             | 2                              | 0                              | 0                              | 3     | 0     | 0     |
| Total sur la carrière | Total sur la carrière | Total sur la carrière | 40          | 0           | 1           | 6                     | 0                     | 0                     | -                              | 8                              | 0                              | 0                              | 54    | 0     | 1     |

### En sélection nationale
| Saison                | Sélection             | Phases finales        | Phases finales | Phases finales | Phases finales | Éliminatoires | Éliminatoires | Éliminatoires | Matchs amicaux | Matchs amicaux | Matchs amicaux | Total | Total | Total |
| Saison                | Sélection             | Compétition           | M              | B              | Pd             | M             | B             | Pd            | M              | B              | Pd             | M     | B     | Pd    |
| --------------------- | --------------------- | --------------------- | -------------- | -------------- | -------------- | ------------- | ------------- | ------------- | -------------- | -------------- | -------------- | ----- | ----- | ----- |
| 2024-2025             | Sénégal               | -                     | -              | -              | -              | 2             | 0             | 0             | 1              | 0              | 0              | 3     | 0     | 0     |
| Total sur la carrière | Total sur la carrière | Total sur la carrière | -              | -              | -              | 2             | 0             | 0             | 1              | 0              | 0              | 3     | 0     | 0     |

## Vie privée
Né en France, Antoine Mendy possède des origines sénégalaises.